# Satan’s Wept
Satan's Wept – drugi album studyjny polskiej grupy muzycznej Moon. Wydawnictwo ukazało się we wrześniu 1999 roku nakładem wytwórni muzycznej Pagan Records. Tysiąc egzemplarzy płyty zawierało ścieżkę CD-ROM z teledyskiem do utworu "Satanica". W Stanach Zjednoczonych album wydała firma Pavement Music. Nagrania zostały zarejestrowane i zmiksowane w olsztyńskim Selani Studio w październiku 1998 roku we współpracy z producentem Andrzejem Bombą.

## Lista utworów
Opracowano na podstawie materiału źródłowego.
1. "Devil's Path" (sł. Cezar, muz. Cezar) – 03:30
2. "Lucifer's Light" (sł. Cezar, muz. Cezar) – 03:17
3. "Fallen Angels" (sł. Cezar, muz. Cezar) – 03:23
4. "The Awakening" (sł. Cezar, muz. Cezar) – 02:38
5. "Magical Hallways" (sł. Cezar, muz. Cezar) – 02:11
6. "Chariots Of War" (sł. Cezar, muz. Cezar) – 03:45
7. "Summoning" (sł. Cezar, muz. Cezar) – 02:32
8. "Satanica" (sł. Cezar, muz. Cezar) – 03:17
9. "Unholy Throne" (muz. Cezar) – 01:11
10. "Satan's Wept" (sł. Cezar, muz. Cezar) – 03:31
11. "Night Eyes" (sł. Blackie, muz. Cezar) – 02:40
12. "Baphomet's Snikes" (sł. Blackie, muz. Blackie) – 03:59

## Twórcy
Opracowano na podstawie materiału źródłowego.

- Cezary "Cezar" Augustynowicz – gitara rytmiczna, gitara prowadząca, wokal prowadzący, produkcja
- Jarosław "Blackie" Mielczarek – gitara basowa, wokal wspierający
- Heyron – gitara rytmiczna, gitara prowadząca
- Marek "Mark" Matkiewicz – perkusja
- Andrzej "Andy" Bomba – inżynieria dźwięku, produkcja
- Mariusz Kmiołek – producent wykonawczy
- Jacek Wiśniewski – okładka, oprawa graficzna, dizajn, zdjęcia